# Donji Stajevac
Donji Stajevac (cyr. Доњи Стајевац) – wieś w Serbii, w okręgu pczyńskim, w gminie Trgovište. W 2011 roku liczyła 386 mieszkańców.